# Campoplex maximalus
Campoplex maximalus là một loài tò vò trong họ Ichneumonidae.